# Hraniční přechod Náchod – Kudowa Słone
Hraniční přechod Náchod – Kudowa Słone (polsky Przejście graniczne Kudowa Słone – Náchod) je bývalý silniční hraniční přechod na česko-polské státní hranici na hraničním úseku III/151 - III/152/1 mezi českým městem Náchod (okres Náchod, Královéhradecký kraj) a polskou vsí Słone (část města Kudowa-Zdrój, Okres Kladsko, Dolnoslezské vojvodství). Přechod leží v nadmořské výšce 351 m n. m. na silnici I/33 a Evropské silnici E67; za hranicí pokračuje Silnice 8. Před zrušením byl určen pro motoristy, cyklisty a pěší.
Hraniční přechod byl zrušen při vstupu České republiky do Schengenského prostoru v roce 2007. V případě dočasného znovuzavedení ochrany vnitřních hranic je provoz na hraničním přechodu upraven Sdělením Ministerstva vnitra č. 395/2021 Sb.

## Další informace
Hraniční přechod se nachází u řeky Metuje v Podorlické pahorkatině. Z Náchoda vede přes Běloves žlutá turistická trasa k turistickému hraničnímu přechodu Běloves - Brzozowie.